# Yeasin Khan
Yeasin Khan là một cầu thủ bóng đá người Bangladesh thi đấu ở vị trí hậu vệ. Hiện tại anh thi đấu cho Sheikh Jamal Dhanmondi Club và Đội tuyển bóng đá quốc gia Bangladesh. Ngày 2 tháng 12, anh ghi bàn trước Pune FC tại chung kết Kings Cup.

## International Goal
| #  | Ngày                | Địa điểm                                             | Đối thủ   | Tỉ số | Kết quả | Giải đấu             |
| -- | ------------------- | ---------------------------------------------------- | --------- | ----- | ------- | -------------------- |
| 1. | 8 tháng 1 năm 2016  | Sân vận động Shamsul Huda, Jessore, Sri Lanka        | Sri Lanka | 2–1   | 4–2     | Cúp Bangabandhu 2016 |
| 2. | 3 tháng 10 năm 2019 | Sân vận động Quốc gia Bangabandhu, Dhaka, Bangladesh | Bhutan    | 1–0   | 2–0     | Giao hữu             |
| 3. | 3 tháng 10 năm 2019 | Sân vận động Quốc gia Bangabandhu, Dhaka, Bangladesh | Bhutan    | 2–0   | 2–0     | Giao hữu             |